# La felicità dell'attesa
La felicità dell'attesa è un romanzo del 2015 dello scrittore italiano Carmine Abate.

## Trama
Il libro narra le vicende degli emigranti italiani nella "Merica Bona", una terra difficile ma ricca di possibilità. È proprio in questa terra che si svolge la vicenda di Andy Varipapa, un ragazzo partito agli inizi del novecento da Carfizzi, paese arbëreshë, per diventare un campione mondiale di bowling.

## Edizioni
- La felicità dell'attesa, Scrittori italiani e stranieri, Mondadori, 2015, ISBN 978-88-04-65803-0.